# Boxe nos Jogos Pan-Americanos de 1951
O boxe nos Jogos Pan-Americanos de 1951 foi realizado no ginásio Luna Park, em Buenos Aires. Foram disputadas oito categorias, todas elas masculinas.

## Medalhistas
Masculino
| Evento                    | Ouro                           | Prata                        | Bronze                           |
| ------------------------- | ------------------------------ | ---------------------------- | -------------------------------- |
| Peso mosca detalhes       | Alberto Barenghi ARG Argentina | Germán Pardo CHI Chile       | Raúl Macías MEX México           |
| Peso galo detalhes        | Ricardo González ARG Argentina | Ali Martucci VEN Venezuela   | Juan Rodríguez CHI Chile         |
| Peso pena detalhes        | Francisco Núñez ARG Argentina  | Augusto Cárcamo CHI Chile    | Juan Alvarado MEX México         |
| Peso leve detalhes        | Oscar Gallardo ARG Argentina   | Fernando Araneda CHI Chile   | Willie Hunter USA Estados Unidos |
| Peso meio-médio detalhes  | Oscar Pietta ARG Argentina     | Cristóbal Hernández CUB Cuba | José Noriega MEX México          |
| Peso médio detalhes       | Ubaldo Pereira ARG Argentina   | Paulo Sacoman BRA Brasil     | Manuel Vargas CHI Chile          |
| Peso meio-pesado detalhes | Rinaldo Ansaloni ARG Argentina | Lucio Gratone BRA Brasil     | John Stewart USA Estados Unidos  |
| Peso pesado detalhes      | Jorge Vertone ARG Argentina    | Víctor Bignon CHI Chile      | Norvel Lee USA Estados Unidos    |

## Quadro de medalhas
| Ordem | País               | Medalha de ouro | Medalha de prata | Medalha de bronze |    |
| ----- | ------------------ | --------------- | ---------------- | ----------------- | -- |
| 1     | ARG Argentina      | 8               |                  |                   | 8  |
| 2     | CHI Chile          |                 | 4                | 2                 | 6  |
| 3     | BRA Brasil         |                 | 2                |                   | 2  |
| 4     | CUB Cuba           |                 | 1                |                   | 1  |
|       | VEN Venezuela      |                 | 1                |                   | 1  |
| 6     | MEX México         |                 |                  | 3                 | 3  |
|       | USA Estados Unidos |                 |                  | 3                 | 3  |
| TOTAL | TOTAL              | 8               | 8                | 8                 | 24 |